# Tachmasib letí k Saturnu
Tachmasib letí k Saturnu je název českého vydání vědeckofantastického románu ruských sovětských spisovatelů bratrů Strugackých Стажёры z roku 1962. Ruský název znamená Praktikanti nebo Stážisté. Jde o třetí díl tzv. Bykovovské trilogie pojmenované podle jejího hlavního hrdiny, geologa a meziplanetárního letce Alexeje Petroviče Bykova. První dílem trilogie je Planeta nachových mračen (1959, Страна багровых туч) a druhým Cesta na Amalteu 1960, Путь на Амальтею).

## Obsah románu
V románu se opět setkáme se známými hrdiny z předchozích dílů série. Lodi stále velí velí Alexej Bykov, navigátorem je opět Michail Krutikov a palubním inženýrem Ivan Žilin. Vladimír Jurkovskij vystupuje v románu jako generální inspektor Mezinárodní správy kosmických spojů, což je velmi vysoká funkce. Všichni jsou však již staří veteráni kosmických cest a tuší, že zato cesta může být jejich poslední.
Jurkovskij chce provést inspekci několika observatoří v oblasti Saturnu. Těsně před odletem planetoletu na něj ještě nastoupí mladý vakuový svářeč Jurij Borodin, který kvůli nemoci své matky promeškal odlet své lodi na Saturnův měsíc Rheu. Aby Bykov odůvodnil jeho účast na letu, bere ho sebou jako praktikanta. Jurij bezmezně obdivuje Jurkovského, neboť jde nejen o vědce s originálními vědeckými hypotézami, ale také o odvážného člověka, který se nebojí ani v nejnebezpečnějších situacích. 
V další části románu jsem svědky inspekcí Jurkovského na Marsu, kde pomůže v boji proti agresivním místním tzv. pijavicím, pak na asteroidech Eunomia a Bamberga nebo na Saturnově měsíci Dione. Inspekce ve dvou případech vedou k odhalení podvodů a k odvolání vedoucích pracovníků.
Po přiblížení k Saturnu se Tachmasib zastaví na vesmírné stanici Prstenec-1, odkud se má Jurij Borodin přesunout na stanici Prstenec-2. Jurkovskij chtěl vždycky prozkoumat Saturnovy prstence, protože se domnívá, že jsou umělého původu. Společně s Krutikovem se malou lodi, tzv. kosmoskafem, vydají na průzkum. Během něho objeví kamenný blok, na kterém jsou patrné stopy inteligentní činnosti. Snaží se k nálezu přes příkaz Bykova přiblížit a přitom oba zahynou. 
Bykov a Žilin se vrátí na Zemi. Když je jim nabídnuta účast v expedici na Transpluto (neboli Cerber), tj. na nově objevenou nejvzdálenější planetu ve Sluneční soustavě, Bykov nabídku bez nadšení přijímá, ale Žilin se rozhodne zůstat již na Zemi, protože na Zemi je to, co je pro něj v životě to hlavní.

## Česká vydání
- Tachmasib letí k Saturnu, Svět sovětů, Praha 1962, překlad Jaroslav Piskáček.